# TV Emsdetten
Turnverein Emsdetten 1898 (TV Emsdetten) är en tysk idrottsförening, främst känd för sin handbollssektion, från Emsdetten i Westfalen, bildad 1898. Föreningens färger är grönt och vitt. Herrlaget i handboll har spelat en säsong i Bundesliga, säsongen 2013/2014. Utöver det har laget spelat samtliga säsonger sedan 1985/1986, utom 1990/1991, i 2. Handball-Bundesliga.
Övriga sektioner, utöver handboll, är bland annat badminton, basket, bågskytte, gymnastik, friidrott, simning och volleyboll.

## Spelare i urval
- Andrej Barbatjinskij (1997–2001)
- Hreiðar Levý Guðmundsson (2009–2011)
- Rudi Rauer (1982–1990)

## Tränare i urval
- Daniel Kubeš (2014–)
- Patrik Liljestrand (2004–2008)